# 猫草
猫草是专门栽培供猫食用后可以帮助吐毛球的一类植物之统称，所以不是單一的一種植物。小麦草、大麥草、黑麥、燕麦及绿豆等植物的幼苗都可能作为猫草供猫食用。
猫喜欢通过舔的方法自我清洁，因此胃中会结毛球。这类植物猫食用无毒无害，富含纤维，可以刺激猫的肠胃蠕动，帮助猫吐出在胃中结成团的毛球。
另外，貓草當中有豐富的維生素和礦物質，可以幫助補充貓咪日常飲食中缺乏的營養。
市场上有专门的猫草套装，包括供栽培的器皿、泥土、必要的肥料和猫草种子。商场上也有专门的「吐毛球膏」（又稱「化毛膏」）可以替代猫草。